# L'Antiquité expliquée et représentée en figures
L’Antiquité expliquée et représentée en figures est un ouvrage en 15 volumes du bénédictin de Saint-Maur Bernard de Montfaucon paru en 1719 et 1724.

## Conception
Pour Montfaucon, l'Antiquité n'est pas limitée aux Grecs, aux Romains et aux Égyptiens, mais inclut les Germains, les Gaulois, les Parthes. La conception du plan offre et propose une nouvelle approche: non d'ordre chronologique, mais systématique : dieux, vie privée, vie collective, funérailles. Les gravures incluent non seulement des représentations de vestiges ou de statues, mais aussi de simples objets de la vie quotidienne. Elles répondent à la fois à un souci scientifique et esthétique, ainsi permettent d'aller au-delà de simples représentations textuelles. Les paragraphes de texte sont courts et ne concernent que ce qui est « sûr ou fort probable. » L'histoire profane est ainsi étudiée sans référence à l'histoire sacrée, le rôle dominant étant celui de l'iconographie. Le latin, en petits caractères, est relégué en bas de page, tandis que le texte principal est en français et en gros caractères.
Les dessins sont de Sébastien Leclerc, Nicolas de Largillierre et Jean Audran, gravés par Audran et Leclerc.

## Réception
Dédié au comte Victor Marie d'Estrées, devenu le symbole de la littérature antiquaire, cet ouvrage de luxe accompagné de 1120 planches est pour la première fois en France vendu par souscription. C'est un grand succès puisque les 1 800 exemplaires sont rapidement épuisés dès la parution, et qu'un deuxième tirage de 2 000 doit être réalisé la même année. Une autre réédition est publiée en 1724, accompagnée de 5 volumes de Supplément.
« L'Antiquité expliquée représente cet ultime moment où l'érudition, la curiosité et l'imagination ne sont pas encore domestiquées par la raison » incarnée par les Philosophes et l'Encyclopédie.

## Galerie

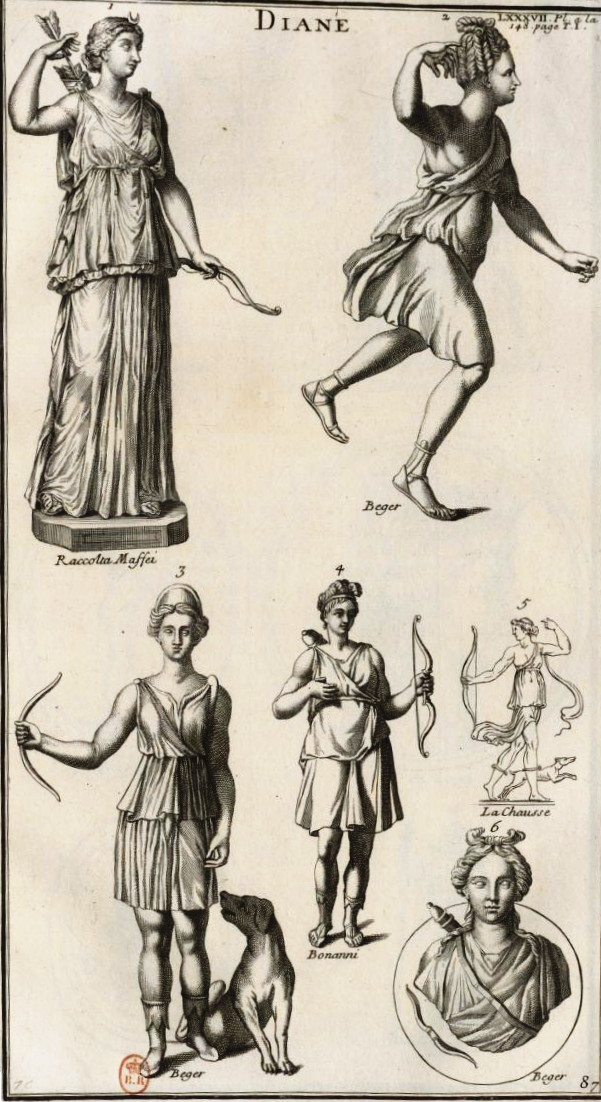
Diane
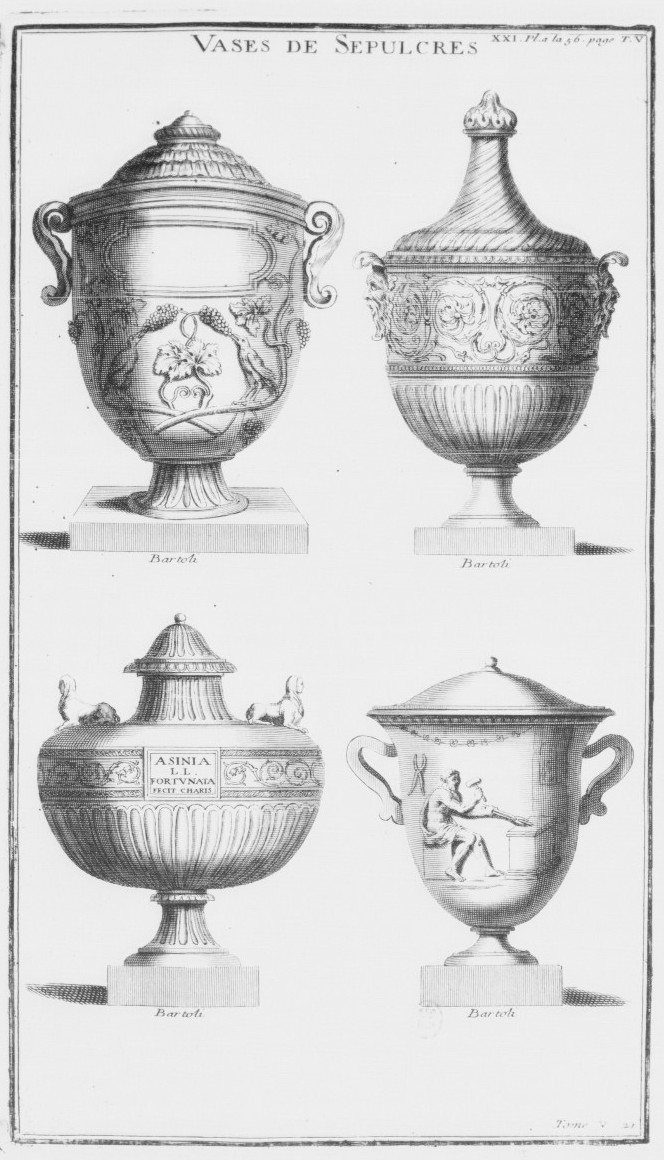
Vases de sépulcres
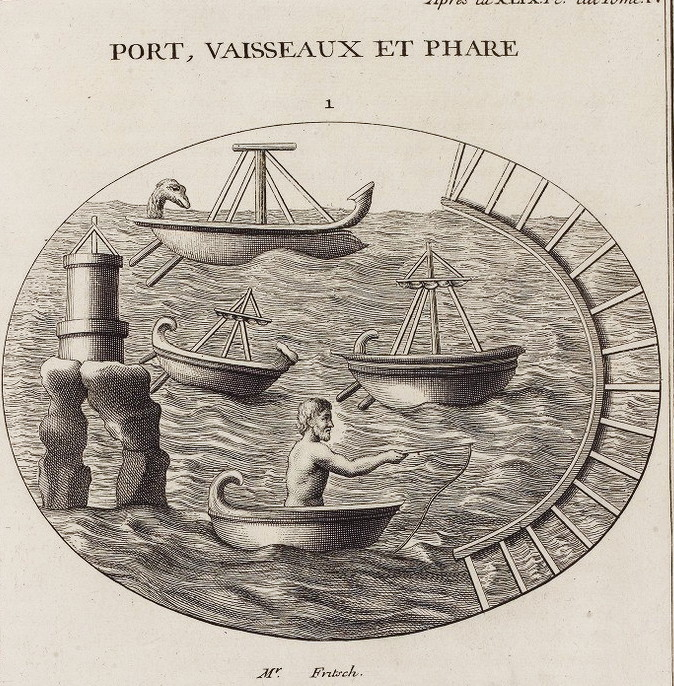
Ports, vaisseaux et phares
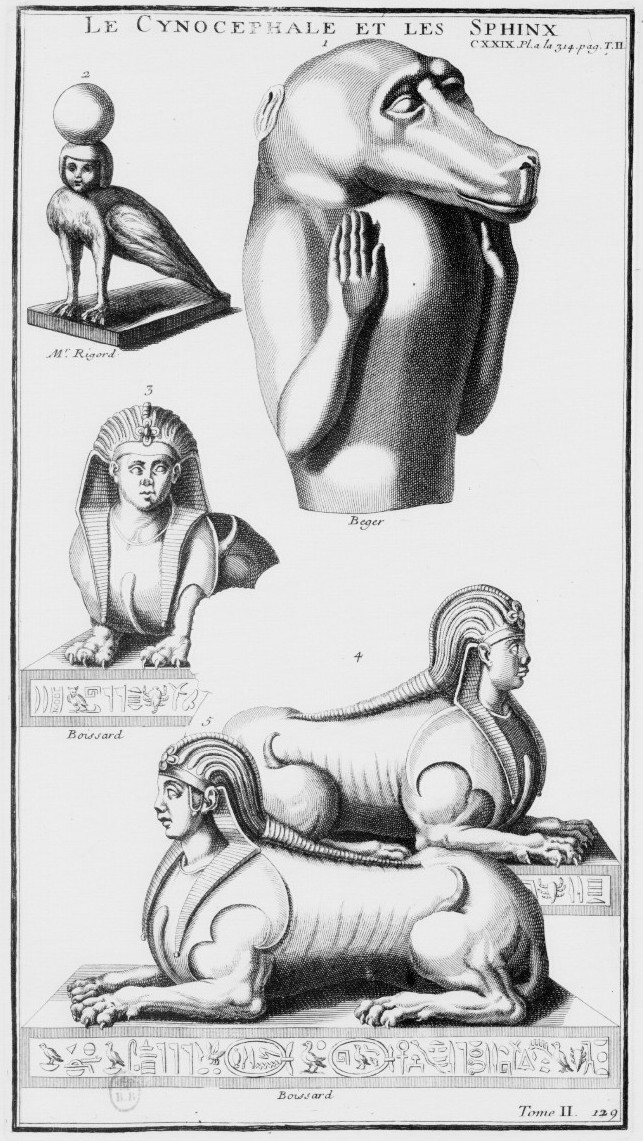
Cynocéphale et Sphinx
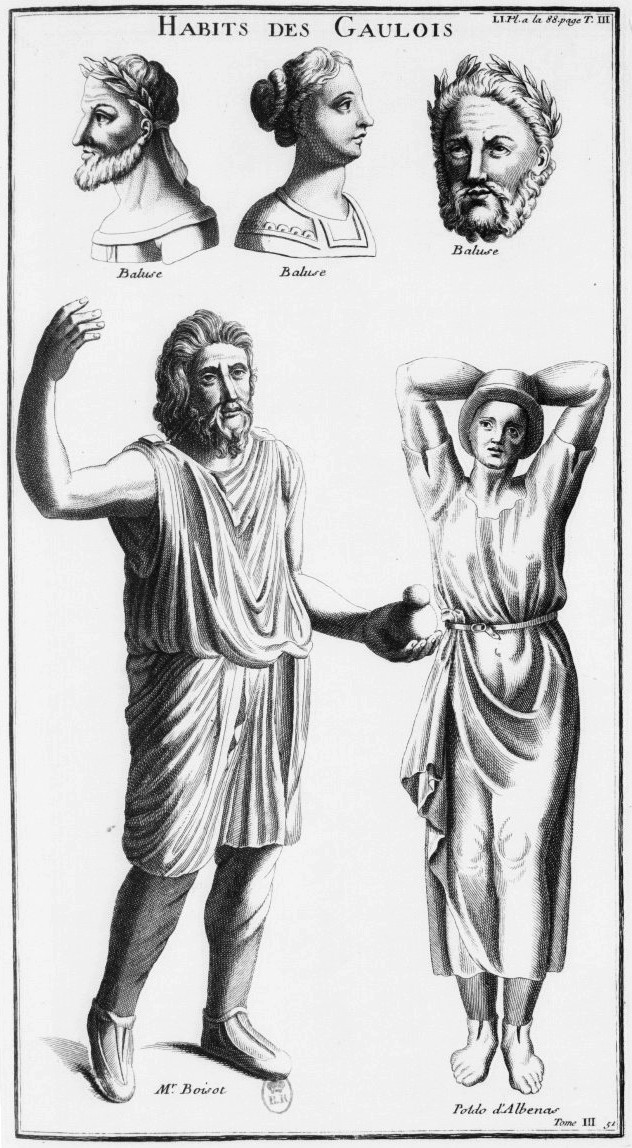
Habits gaulois

## Contenu
| Tome  | Partie | Contenu | Lire en ligne |
| ----- | ------ | --- | ------------- |
| I     | 1      | Avertissement, Discours préliminaire Les Dieux des Grecs et des Romains : les Dieux du premier, du second et du troisième rang | Gallica       |
| I     | 2      | Les héros parvenus à la divinité | Gallica       |
| II    | 1      | Le Culte des Grecs et des Romains | Gallica       |
| II    | 2      | La religion des Égyptiens, des Arabes, des Syriens, des Perses, des Scythes, des Germains, des Gaulois, des Espagnols, & des Carthaginois | Gallica       |
| III   | 1      | Les usages de la vie : Les habits, les meubles, les vases, les monoyes, les poids, les mesures, des Grecs, des Romains & des autres nations | Gallica       |
| III   | 2      | Les bains, les mariages, les grands & les petits jeux, les pompes, la chasse, la pêche, les arts, &c. | Gallica       |
| IV    | 1      | La guerre, les voitures, les grands chemins, les ponts, les aqueducs, la navigation : Les levées des gens de guerre, les habits, les magasins, les travaux, les signes & les combats militaires, les armes de toutes les nations, les marches d'armées, les machines de guerre &c. | Gallica       |
| IV    | 2      | Les chemins publics, les aqueducs, & la navigation | Gallica       |
| V     | 1      | Les funérailles des Grecs & des Romains | Gallica       |
| V     | 2      | Les funérailles des nations barbares, les lampes, les supplices, &c. | Gallica       |
| Supp. | 1      | Les Dieux des Grecs et des Romains | Gallica       |
| Supp. | 2      | Le culte des Grecs, des Romains, des Égyptiens et des Gaulois | Gallica       |
| Supp. | 3      | Les habits et les usages de la vie | Gallica       |
| Supp. | 4      | La guerre, les ponts, les aqueducs, la navigation, les phares et les tours octogones | Gallica       |
| Supp. | 5      | Les funérailles | Gallica       |